# Łazy (polana)
Łazy – łąka w Pieninach Czorsztyńskich. Należy do wsi Sromowce Wyżne w województwie małopolskim, w powiecie nowotarskim, gminie Czorsztyn. Znajduje się na południowo-wschodnich stokach opadających z przełęczy między Piekiełkiem a Zbójnicką Skałą i Ulą do doliny Głębokiego. Po drugiej stronie tego potoku jest polana Podkira podchodząca do szosy Krośnica – Sromowce Wyżne. Polana Łazy położona jest na wysokości około 590–625 m n.p.m. Na przełęczy sąsiaduje z łąką Kąciki, która opada w przeciwnym kierunku do Jeziora Sromowskiego.
Łazy znajdują się na obszarze Pienińskiego Parku Narodowego. Są to górskie łąki konietlicowe użytkowane ekstensywnie (Polygono-Trisetion). Były własnością prywatną, ale zostały przez dyrekcję parku wykupione. Aby nie zarosły lasem są koszone. W latach 1987–1988 znaleziono tu bardzo rzadkie, w Polsce zagrożone wyginięciem gatunki porostów: jaskrawiec woskowoszary Caloplaca stillicidiorum, trzonecznica rdzawa Chaenotheca ferruginea, łuszczak łuskowaty Psora testacea, trzonecznica wysmukła Chaenotheca gracilenta, popielak pylasty Imshaugia aleurites i rzadkiego rozłożyka półpromiennego Placynthium subradiatum.